# ايمي فان نوستراند
ايمي فان نوستراند (بالإنجليزية: Amy Van Nostrand)‏ مواليد 11 أبريل 1953 في رود آيلاند، الولايات المتحدة، هي ممثلة أمريكية بدأت مسيرتها الفنية عام 1981.

## وصلات خارجية
- ايمي فان نوستراند على موقع IMDb (الإنجليزية)
- ايمي فان نوستراند على موقع ألو سيني (الفرنسية)
- ايمي فان نوستراند على موقع أول موفي (الإنجليزية)
- ايمي فان نوستراند على موقع قاعدة بيانات برودواي على الإنترنت (الإنجليزية)
- ايمي فان نوستراند على موقع قاعدة بيانات الأفلام السويدية (السويدية)
- ايمي فان نوستراند على موقع قاعدة بيانات الفيلم (الإنجليزية)
- ايمي فان نوستراند على موقع كينوبويسك (الروسية)